# Kiszkowo (województwo wielkopolskie)

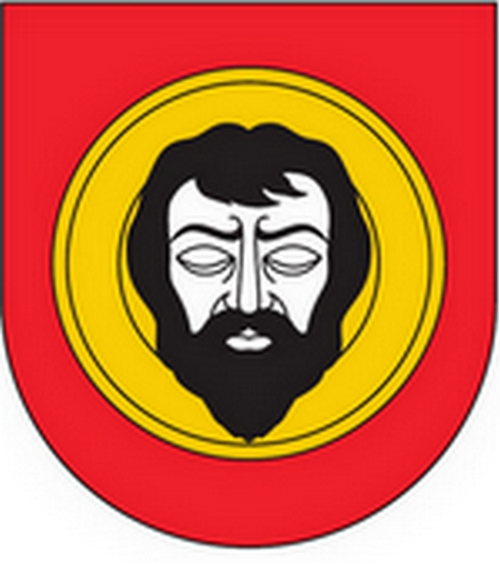
Herb Kiszkowa

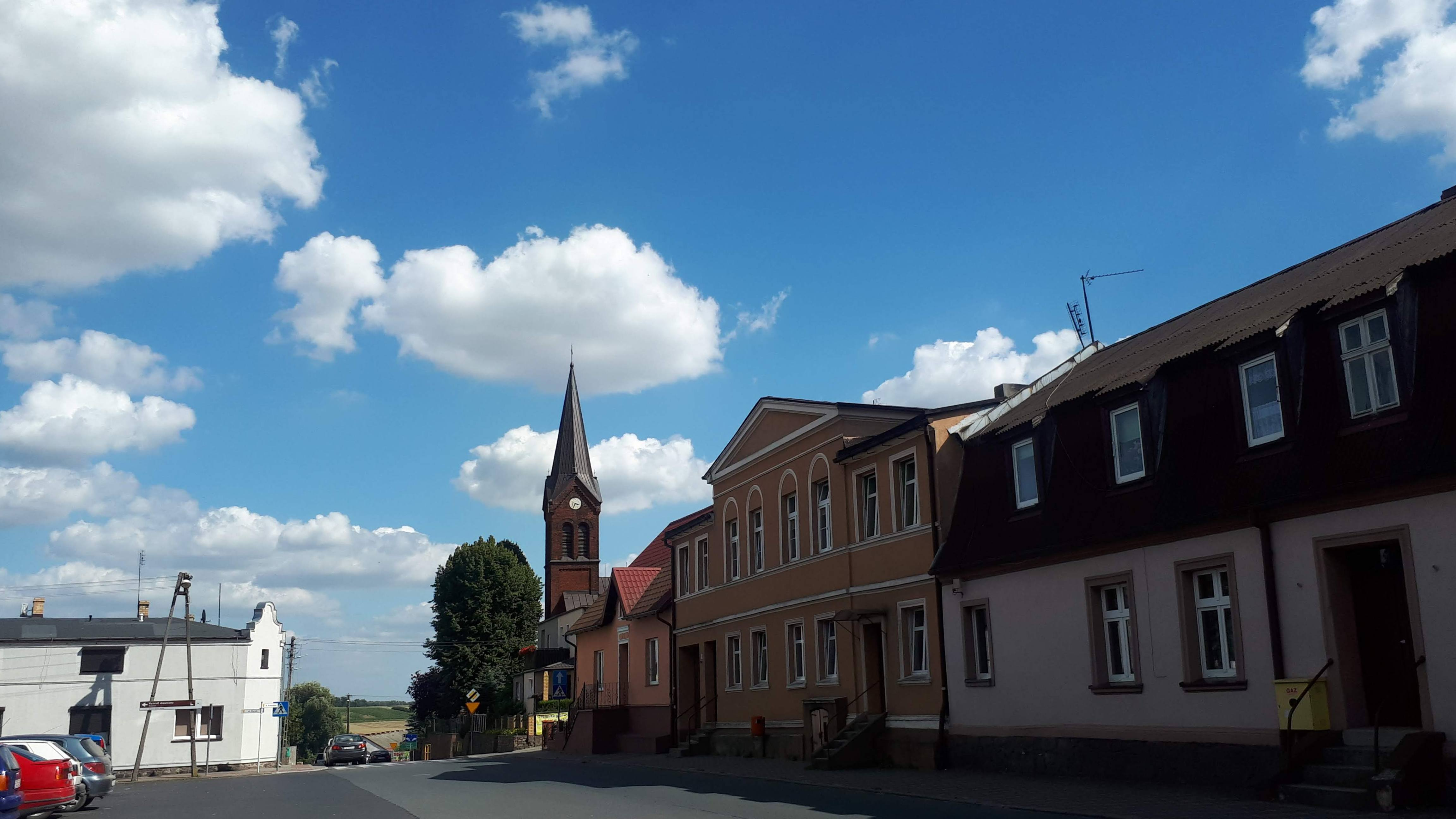
Centrum Kiszkowa

Kiszkowo (niem. Welnau) – wieś (dawniej miasto) w Polsce położona w województwie wielkopolskim, w powiecie gnieźnieńskim, w gminie Kiszkowo. Pierwotnie miasto prywatne wzniesione na prawie magdeburskim. Pierwsza wzmianka 1382. Rozwinięte na planie wydłużonego wrzeciona, mniej więcej pośrodku czworoboczny rynek o zabudowie parterowej i piętrowej. Niedaleko rynku ulokowany kościół parafialny. Należało kolejno między innymi do: Mikołaja Krwawca z Wenecji (sędziego kaliskiego), w XV w. do Korzboków-Kiszkowskich, następnie Niemojewskich, Bojanowskich, Radzimińskich, Zastrowów. Miasto do XIX w.

## Położenie i historia
Wieś leży nad Małą Wełną. Kiszkowo uzyskało lokację miejską przed 1395 rokiem, zdegradowane przed 1900 rokiem. 
W latach 1876–1881 w Kiszkowie pracował i tworzył Franciszek Ksawery Tuczyński, który opisał XVIII-wieczną obyczajowość miasteczka w powieści Ofiary zabobonu.
W latach 1954–1972 wieś należała i była siedzibą władz gromady Kiszkowo. W latach 1975–1998 miejscowość administracyjnie należała do województwa poznańskiego.
Miejscowość jest siedzibą gminy Kiszkowo.

## Zabytki
- drewniany kościół św. Jana Chrzciciela z 1733 roku z murowana kaplicą z 1695 roku
- neogotycki poewangelicki kościół z przełomu XIX/XX wieku, obecnie katolicki pw. Najświętszego Serca Pana Jezusa

## Kiszkowo w kulturze
Kiszkowo zyskało „sławę” dzięki znanemu nawet dzisiaj przysłowiu: ślusarz zawinił, kowala powiesili. Historia niestety jest prawdziwa, dotyczy ona absurdalnego wyroku, gdy na śmierć został skazany jedyny w ówczesnym miasteczku ślusarz. Jednakże miasto posiadało dwóch kowali i by nie zabrakło w Kiszkowie ślusarza, zdecydowano się powiesić kowala. Motyw sądu kiszkowskiego pojawił się m.in. w twórczości publicysty i krytyka literackiego, Antoniego Szabrańskiego (1802–1882) oraz Franciszka Tuczyńskiego. Do historii także przeszedł wyrok sądu kiszkowskiego, gdy na śmierć za uprawianie czarów w 1761 roku życie straciło dziesięć niewinnych kobiet spalonych w Gorzuchowie. Na kanwie tych wydarzeń powstał film dokumentalny.

## Galeria

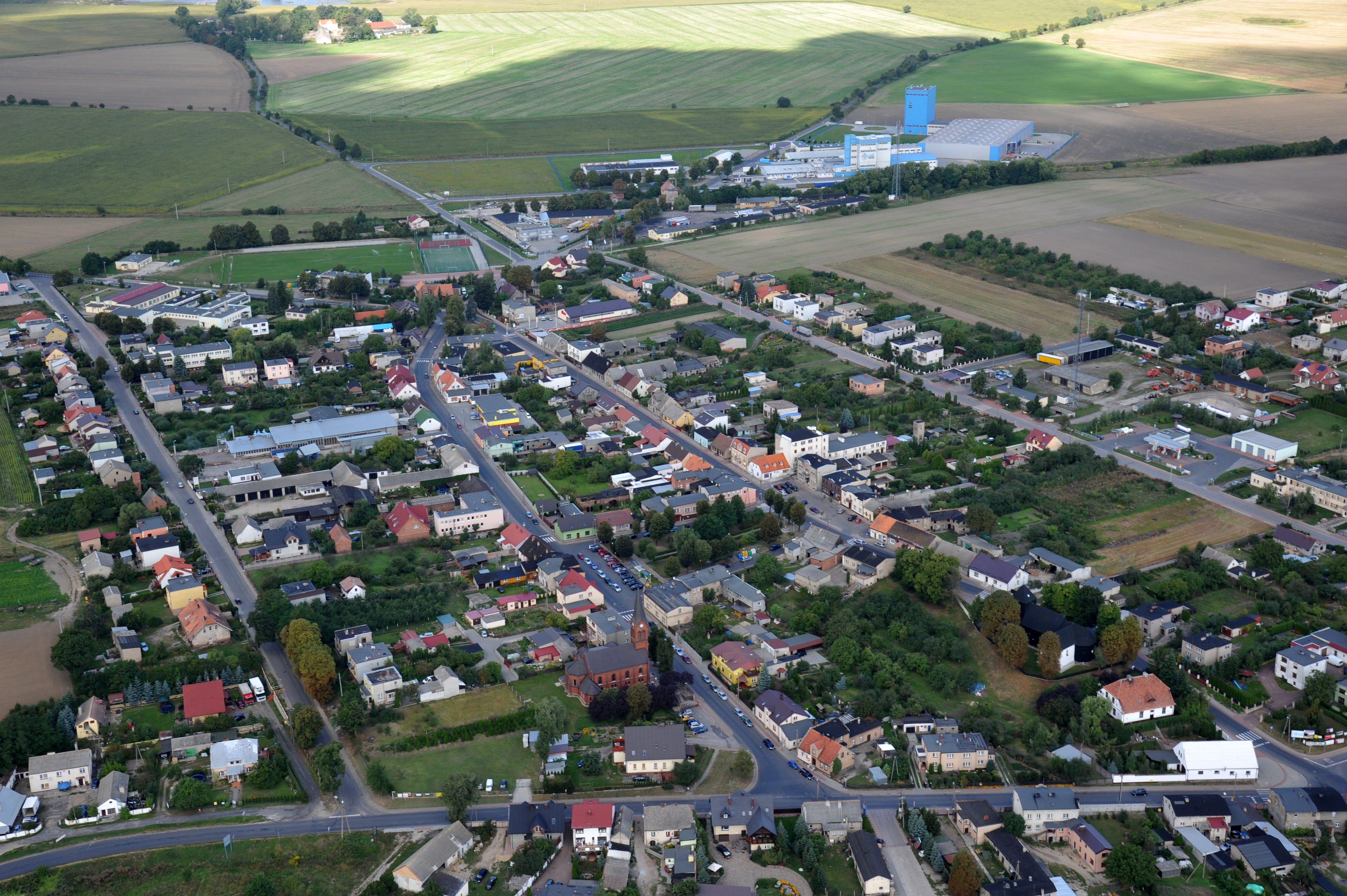
Panorama Kiszkowa
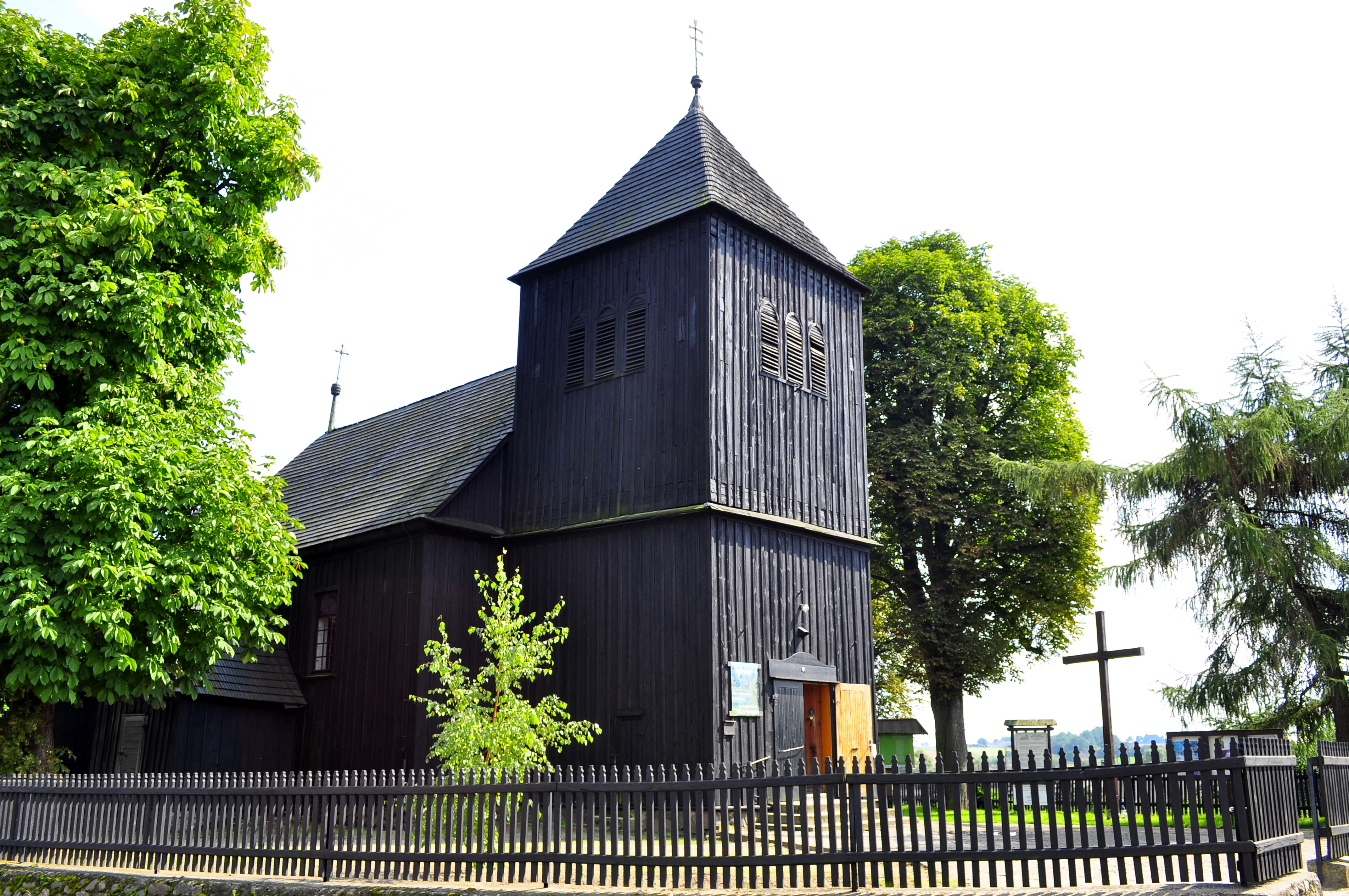
Kościół parafialny p.w. Św. Jana Chrzciciela
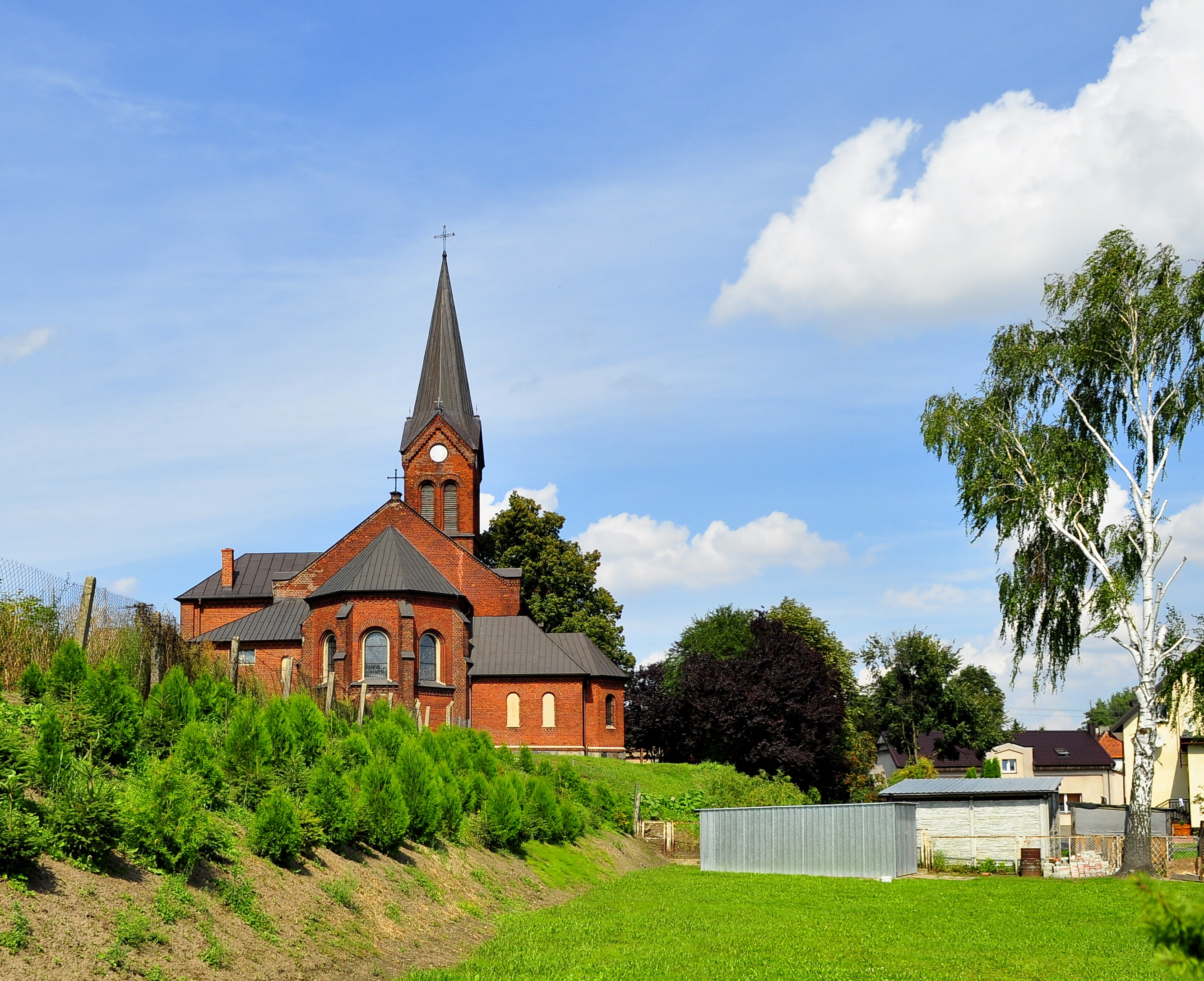
Kościół pw. NSPJ
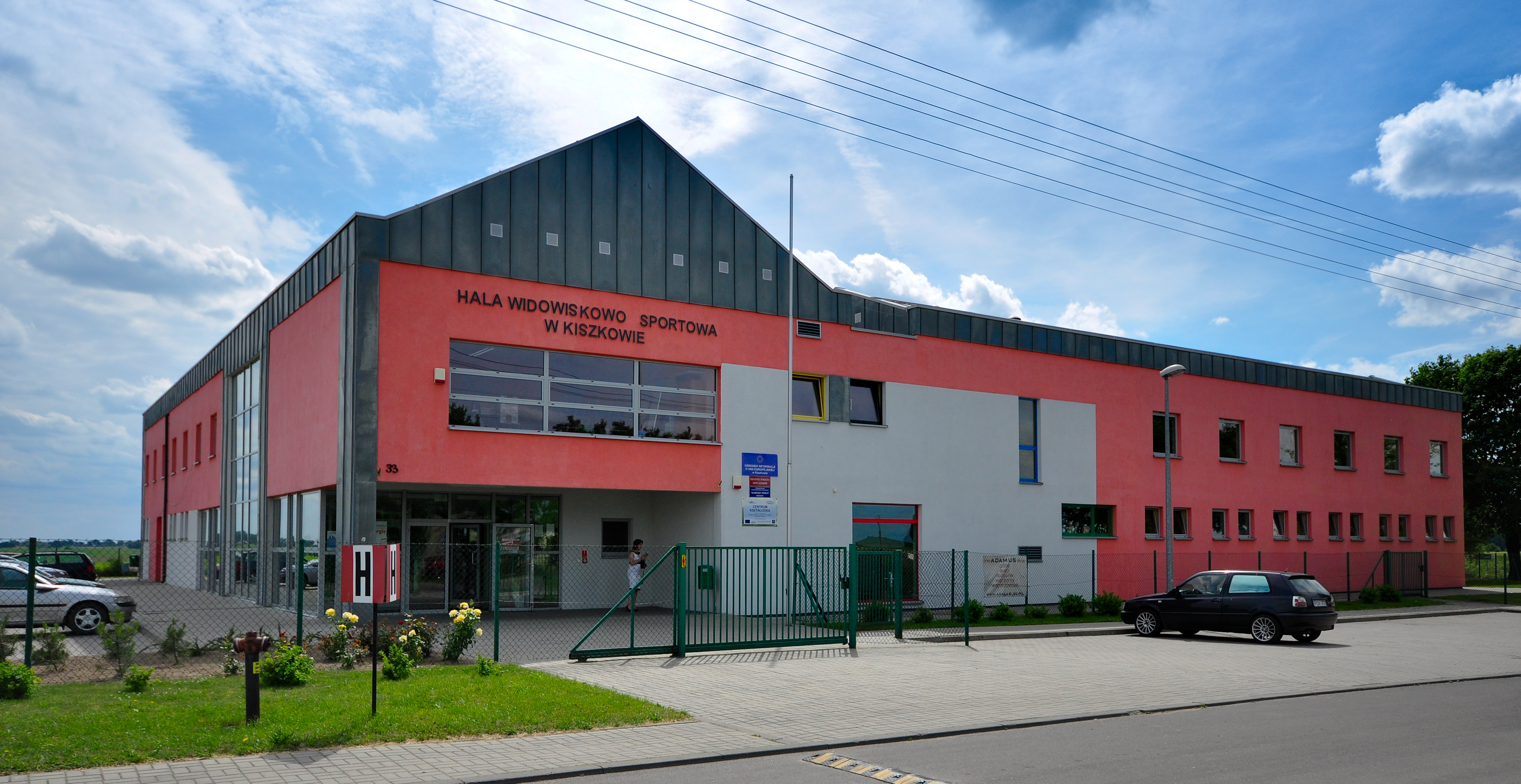
Hala Widowiskowo-Sportowa
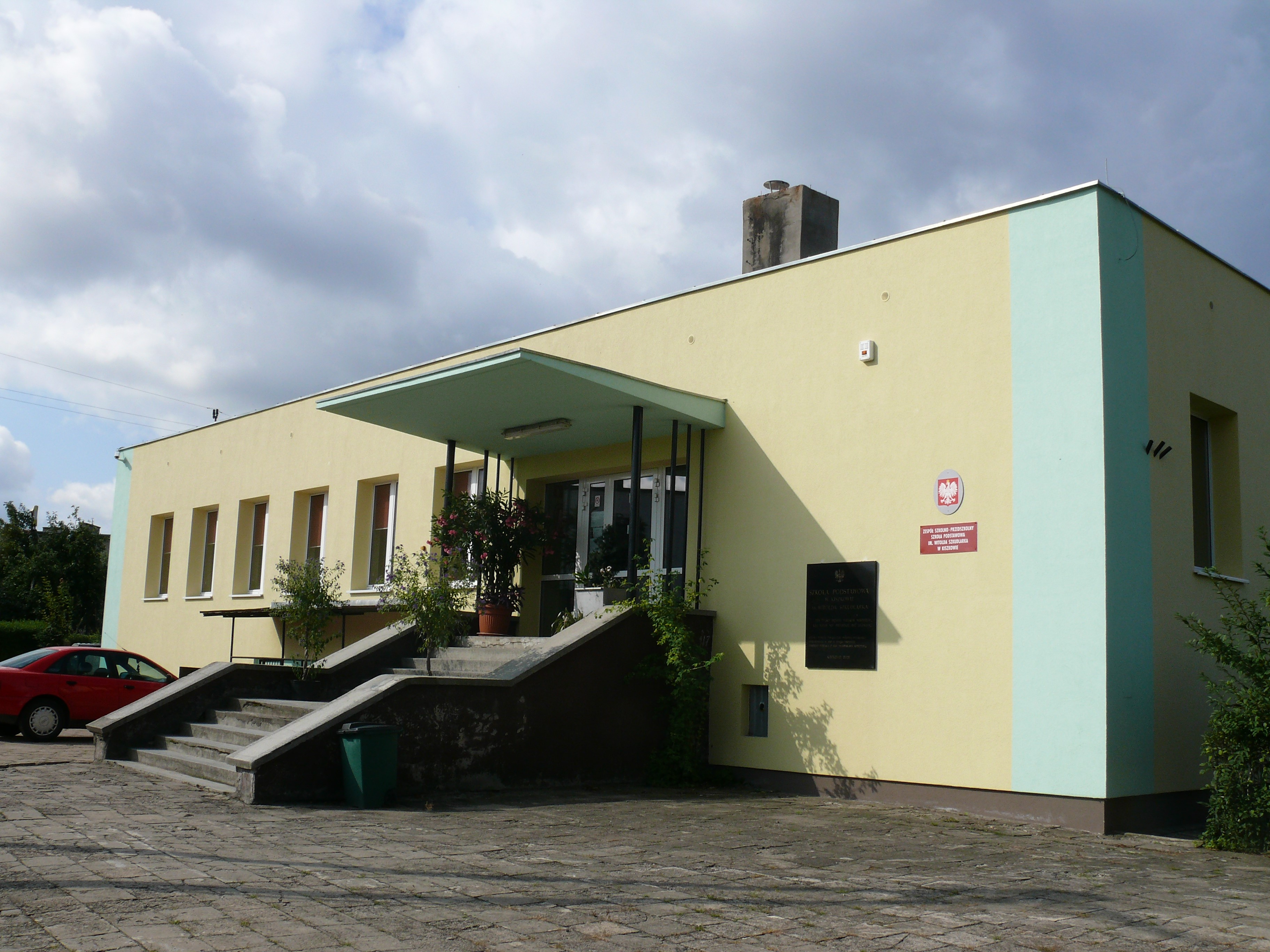
Szkoła podstawowa
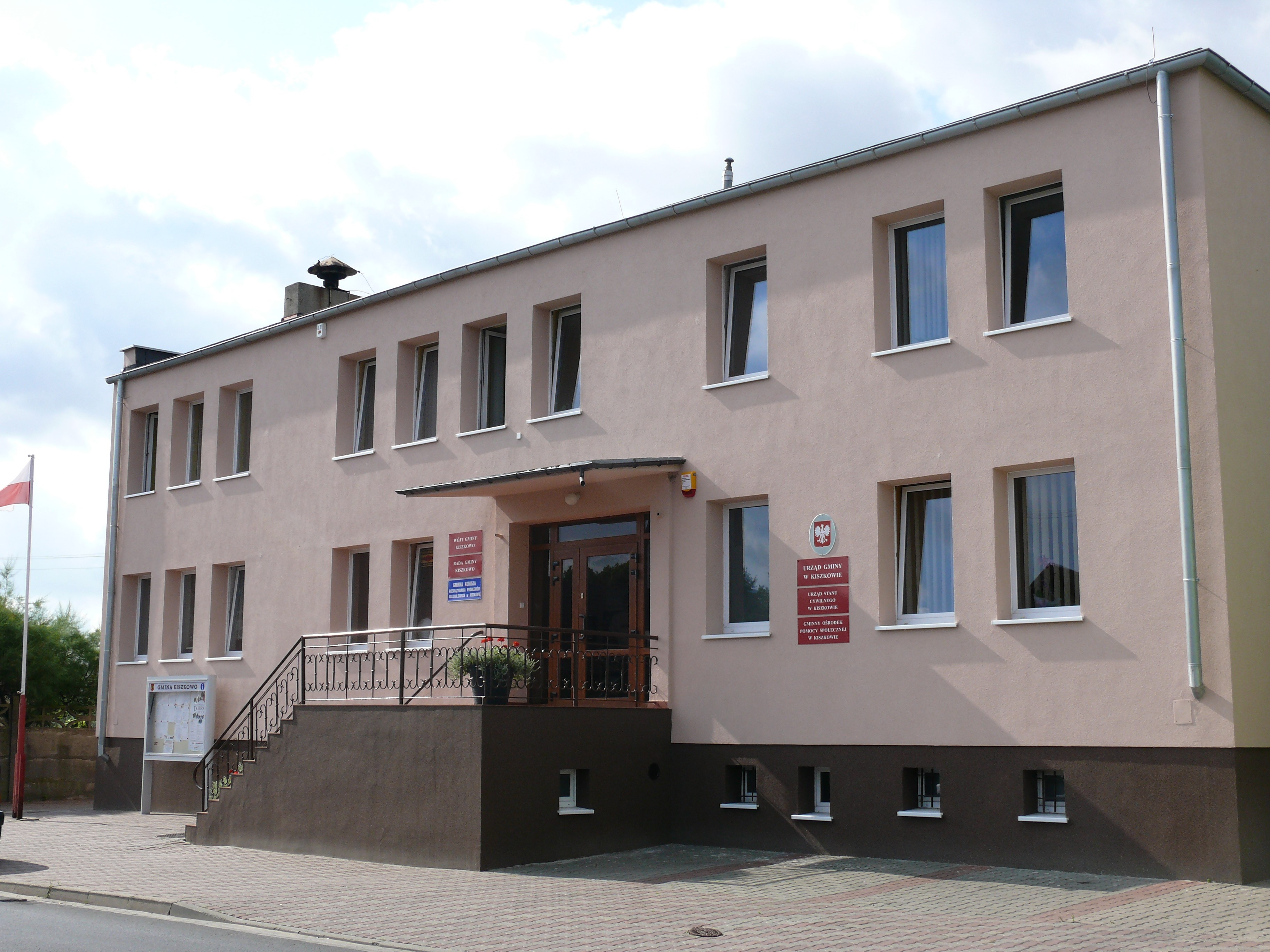
Budynek Urzędu Gminy